# Eucera kyrenaica
Eucera kyrenaica är en biart som beskrevs av Heinrich Friese 1923. Eucera kyrenaica ingår i släktet långhornsbin, och familjen långtungebin. Inga underarter finns listade i Catalogue of Life.